# تعيين مقرابي للمدى
إن التعيين المقرابي للمدى (بالإنجليزية: Stadiametric rangefinding)‏، أو طريقة الشاخص المقرابي (بالإنجليزية: Stadia method)‏، هي تقنية لقياس المسافات باستخدام أداة مقرابية. يأتي مصطلح Stadia من وحدة طول يونانية تسمى إسطاديون (تساوي 600 قدم يوناني، بوس [الإنجليزية]) والتي كانت الطول النموذجي لملعب رياضي في ذلك الوقت. تُستخدم طريقة التعيين المقرابي للمدى في المسح وفي المهاديف المقرابية [الإنجليزية] للأسلحة النارية أو الأسلحة المدفعية أو مدافع الدبابات، بالإضافة إلى بعض المناظير الثنائية العينية وغيرها من المناظير. لا تزال تُستخدم على نطاق واسع في القنص العسكري بعيد المدى، ولكن في العديد من التطبيقات المهنية يتم استبدالها بطرق تحديد المدى بالموجات الصغرية أو الأشعة تحت الحمراء أو الليزر. على الرغم من سهولة استخدامها، إلا أن أجهزة تعيين المدى الإلكترونية يمكن أن تكشف عن موقع مطلق النار لخصم مجهز تجهيزًا جيدًا، وكانت الحاجة إلى تقدير المدى الدقيق موجودة منذ فترة أطول بكثير من أجهزة تعيين المدى الإلكترونية الصغيرة والمتينة بما يكفي لتكون مناسبة للاستخدام العسكري.

### معلومات المراجع الكاملة
- أحمد شفيق الخطيب (2018). معجم المصطلحات العلمية والفنية والهندسية الجديد: إنجليزي - عربي موضح بالرسوم (بالعربية والإنجليزية) (ط. 1). بيروت: مكتبة لبنان ناشرون. ISBN:978-9953-33-197-3. OCLC:1043304467. OL:19871709M. QID:Q12244028.